# Кузбассэлемент
Завод «Кузбассэлемент» — советское предприятие по производству аккумуляторов и батарей в городе Ленинск-Кузнецкий Кемеровской области, действовавшее с 1941 года по 2014 год.

## История
Основан после образования филиала Завода «Мосэлемент» на Кузбассе в 1941 году. В июне 1942 года завод дал первую продукцию, и затем вносил свой вклад в Победу.
Годы истории завода вместили в себя многое. Изделия «Кузбассэлемента» были известны не только в СССР, но и более чем в 40 странах мира. Это тяговые аккумуляторы к шахтным электровозам и светильники шахтёра, батарейки к фонарям и источники питания для радиоаппаратуры, различных приборов и устройств, как гражданского, так и военного назначения.
2002 год – начата масштабная компьютеризация рабочих мест. Это ускорило информационные потоки, повысило оперативность в решении текущих производственных задач.
С мая 2004 года для эффективного функционирования организации, а также с целью обеспечения удовлетворённости потребителя в выполнении его требований, ЗАО «Кузбассэлемент» приступило к разработке, документированию и поддержанию в рабочем состоянии системы менеджмента качества (СМК).
В 2004 году проведена модернизация производства и налажен выпуск аккумуляторов в пластмассовых корпусах ВНЖ – 300, предназначенных для резервного питания электрических цепей пассажирских вагонов.
В 2008 году, после забастовки рабочих, перекрывших центральный проспект города из-за 8-ми месячной невыплаты заработной платы, был пущен с молотка.
В 2010-х обанкротился и головная компания была ликвидирована.